# Talking to You (песня Якоба Свейструпа)
Talking to You — песня датского певца Якоба Свейструпа, с которой он выступил в телевизионном конкурсе Евровидение-2005, состоявшимся в Киеве, Украина. Изначально она была написана композитором Андреасом Мёрком на слова Якоба Лаунбьерга на датском языке под названием Tænder på dig и вошла в дебютный альбом Свейструпа Jakob Sveistrup, изданный в 2005 году. Поскольку Дании не удалось выйти в финал Евровидения-2004, то Tænder på dig, переведённая на английский язык как Talking to You первоначально прозвучала в полуфинале Евровидения-2005, состоявшемся 19 мая. По итогам голосования Дания заняла третье место из 25, набрав 185 баллов, что привело страну к выходу в финал. В финале Talking to You заняла девятое место из 24, набрав 125 баллов. Данный результат позволил Дании автоматически пройти в финал Евровидения-2006. Поэтому, Talking to You стала предшественницей датской заявки 2006 года Twist of Love в исполнении Сидсель бен Семман.

## История
Talking to You была написана Андреасом Мёрком и Якобом Лаунбьергом для участия в традиционном датском национальном отборе на Евровидение под названием Dansk Melodi Grand Prix. Композиция выдержана в умеренно-среднем темпе в тональности до мажор и представляет собой европоп-песню с небольшими влияниями регги. Текст песни повествует о том, как лирический герой открыто выражает свои чувства и стремление добиться взаимности от девушки, к которой он испытывает глубокую любовь и влечение. Он описывает, как ошеломлён её взглядом, готов преодолеть любые преграды ради неё и стремится привлечь её внимание. Герой мечтает о близости с этой девушкой, обеспокоен своим желанием быть с ней, не может терпеть больше одиночества и фантазирует о том, каково это — быть с ней рядом.
В январе 2005 года датская версия Talking to You под названием Tænder på dig была объявлена участницей Dansk Melodi Grand Prix, который состоялся 12 февраля в Хорсенсе. Tænder på dig в исполнении Якоба Свейструпа выиграла национальный отбор, заработав 58 баллов от телезрителей, опередив на 5 баллов бывших победителей Евровидение-2000 Olsen Brothers и их песню Little Yellow Radio.. Несмотря на то, что Tænder på dig была написана на датском языке, специально для Евровидения она была переведена на английский язык и получила название Talking to You. Позже песня была издана на CD-сингле лейблом My Way Music и доступна в качестве цифровой загрузки.

## На «Евровидении»
По правилам Евровидения все страны-участницы, кроме членов «большой четвёрки» (Великобритании, Германии, Испании и Франции), страны-победительницы прошлого года и десяти стран, занявших самые высокие места на конкурсе 2004 года, должны пройти квалификацию в полуфинале. По итогам полуфинала десять лучших стран выходят в финал. 22 марта 2005 года была проведена жеребьёвка относительно порядка выступлений стран в полуфинале. 19 мая 2005 года состоялся полуфинал Евровидения, где Дания выступала под номером 24, между Словенией и Польшей. В конце шоу Дания была объявлена среди десяти лучших стран, и, таким образом, прошла в финал. Позже было объявлено, что страна заняла третье место из 25, набрав 185 баллов, включая максимальные 12 баллов от Ирландии, Нидерландов, Норвегии и Швеции. Через короткое время состоялась жеребьёвка относительно порядка выступлений стран в финале. 21 мая 2005 года состоялся финал Евровидения, где Якоб Свейструп выступал под номером 13, между Сербией и Черногорией и Швецией. По итогам голосования Дания заняла девятое место, набрав 125 баллов, включая максимальные 12 баллов от Норвегии.

## Список композиций

### CD-сингл
1. Talking to You — 3:01
2. Tænder på dig — 3:01
3. Talking to You (instrumental version)

## Участники записи
- Якоб Свейструп — вокал

- Якоб Лаунбьерг, Сёрен Лаунбьерг — бэк-вокал

- Ларс Агерсков — бас-гитара

- Ханс Фагт — ударные, перкуссия

- Андреас Мёрк — клавишные, звукорежиссёр

- Кристиан Варбург, Сёрен Андерсен — гитара

- Питер Марк — сведение

- Андреас Мёрк, Якоб Лаунбьерг — авторы